# آرا توروسیان
آرا توروسیان (ارمنی: Արա Արշակի Թորոսյան؛ انگلیسی: Ara Torosyan؛ زادهٔ ۱۰ مهٔ ۱۹۷۲) تهیه‌کننده موسیقی، و آهنگساز اهل ارمنستان است.

## زندگی‌نامه
وی در ۱۰ مه ۱۹۷۲ در ایروان به دنیا آمد و از کنسرواتوار دولتی کومیتاس ایروان فارغ‌التحصیل گشت. 